# Лесниково (Нижегородская область)
Лесниково — деревня в Вачском районе Нижегородской области. Входит в состав Новосельского сельсовета.

## География
Находится на расстоянии около 4 км на северо-запад от села Новосёлки. Расположена на правом берегу реки Малая Кутра, левого притока Большой Кутры.

## История
В прошлом — деревня Яковцевской волости Муромского уезда Владимирской губернии.
- В окладных книгах Рязанской епархии за 1676 год в составе прихода села Яковцево упоминается деревня Лесникова, в которой 20 дворов крестьянских и 2 бобыльских.
- В «Историко-статистическом описании церквей и приходов Владимирской Епархии» за 1897 год сказано, что в Лесниково 28 дворов и что с начала XIX столетия оно приписано к приходу села Новосёлок.

## Население
| 1859 | 1897 | 1905 | 1926 | 1999 | 2002 | 2010 |
| ---- | ---- | ---- | ---- | ---- | ---- | ---- |
| 454  | ↗621 | ↘603 | ↗825 | ↘210 | ↘206 | ↘172 |

## Лесниково в наши дни
Лесниково телефонизировано и в нём установлен «красный» таксофон с номером (83173) 7-43-36.
В Лесниково действует предприятие по производству ножевых изделий и столовых приборов ООО «Метиз».
Доехать до Лесниково на автомобиле можно по автодороге Р125 Муром — Нижний Новгород, повернув у Новосёлок по указателю на Жайск и проехать 3 км до Лесниково.
Также можно воспользоваться автобусом Павлово—Яковцево.